# Zonneveld (Venlo)
Zonneveld ist ein Stadtviertel (niederländisch buurt) der Stadt Venlo im Stadtbezirk Blerick. Hier wohnen 320 Einwohner in ungefähr 150 Haushalten.

## Geschichte
Die ersten Häuser des Neubaugebietes Zonneveld wurden im Frühjahr 2000 fertiggestellt. Vorher stand von den 1970er bis zu den 1990er Jahren an dieser Stelle der Wohnkomplex Vleugelflat Annakamp.